# I. Szobekhotep
Szehemré Hutaui Szobekhotep (több forrásban Amenemhat Szobekhotep; mai számozás szerint I. Szobekhotep, régebbi szerint II. Szobekhotep) az ókori egyiptomi XIII. dinasztia egyik uralkodója. Legalább három évig uralkodott i. e. 1800 körül. Helye a kronológiában bizonytalan. Kim Ryholt 1997-es tanulmánya alapján ő a dinasztia alapítója – ma ez az általánosan elfogadott nézet –, vagy a 20., ez esetben ő II. Szobekhotep, mert Haanhré Szobekhotep megelőzi. 2013-ban felfedeztek egy abüdoszi sírt, melyet neki tulajdonítottak, de azóta kétségek merültek fel afelől, hogy az ő számára épült.

## Említései

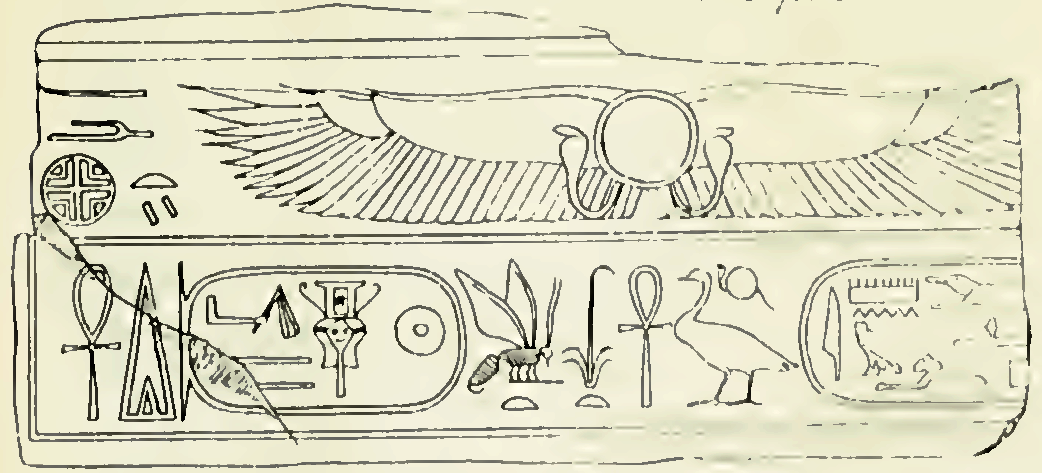
Szehemré Hutaui Szobekhotep titulatúrája egy reliefen II. Montuhotep Dejr el-Bahari-i halotti templomából.

Szehemré Hutaui Szobekhotepet számos korabeli forrás említi. Szerepel neve a kahuni IV. papiruszon (ma a Petrie Múzeumban, UC32166). Ez a papirusz egy felolvasópap háza népéről szól, Szobekhotep első uralkodási évére datálták, és említik benne a pap fiának születését egy meg nem nevezett uralkodó 40. évében, ami csak III. Amenemhatra utalhat, mert ebben az időben egyetlen más fáraó sem uralkodott ilyen hosszú ideig. Így tudni, hogy Szobekhotep nem sokkal III. Amenemhat után uralkodott. Jó pár épületelem is ismert, melyeken Szobekhotep neve áll: egy szed-kápolna Medamudból, három ajtókeret felső része Dejr el-Bahariból, egy architráv Luxorból és egy ajtókeret Medamudból (ma a Louvre-ban). A núbiai Szemnából és Kumnából három, a Nílus vízszintjét megörökítő feljegyzés is Szobekhotep idejéből származik, a legkésőbbi a 4. uralkodási évben keletkezett, ami mutatja, hogy a király uralkodása legalább három teljes évig tartott. Nevét viselő kisebb tárgyak: egy pecséthenger Gebeleinből, egy fejsze, egy kis szobor Kermából és egy fajanszgyöngy (ma a Petrie Múzeumban, UC 13202).

## Állítólagos sírja
Egy 2013-as abüdoszi ásatáson a Pennsylvaniai Egyetem Josef W. Wegner vezette régészcsapata felfedezte egy Szobekhotep nevű uralkodó sírját. Bár eleinte I. Szobekhotep sírjának vélték, az újabb kutatások szerint valószínűbb, hogy IV. Szobekhotep számára épült.

## Helye a kronológiában

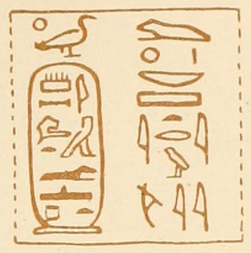
Pecsét szövegének másolata: „Ré fia, Szobekhotep Amenemhat, Iu-m-iteru urának, Szobek-Rének kedveltje.”

Szobekhotep helye a dinasztia kronológiájában vitatott. Trónneve, a Szehemré Hutaui a torinói királylistán a XIII. dinasztia 19. királyának neveként szerepel. A kahúni papirusz és a Nílus vízszintjének feljegyzései azonban a dinasztia korának elejére teszik; mind a kahúni papiruszokon, mind a vízszint feljegyzésein csak a XII. dinasztia végének, a XIII. dinasztia elejének uralkodóit említik.
A torinói királylistán a dinasztia első királyaként egy bizonyos Hutauiré szerepel. Kim Ryholt szerint elképzelhető, hogy a lista írója összetévesztette Szehemré Hutauit és Hutauirét, utóbbi Ugaf trónneve volt. Szehemré Hutaui azonosítása egyébként is nehézkes, mert legalább három király ismert ezzel az uralkodói névvel: Szobekhotep, Pantjeni és Habau.
Az Amenemhat Szobekhotep név alapján feltételezhető, hogy Szobekhotep az előző dinasztia utolsó előtti fáraójának, IV. Amenemhatnak a fia. Az Amenemhat Szobekhotep olvasható úgy is, hogy „Amenemhat fia, Szobekhotep”. Ez azt jelentené, hogy Szobekhotep valószínűleg a testvére lehetett a XIII. dinasztia második uralkodójának, Szonbefnek. Más egyiptológusok szerint az Amenemhat Szobekhotep kettős név, ami egyébként is gyakori a XII. és a XIII. dinasztia idején.

## Név, titulatúra
A fáraók titulatúrájának magyarázatát és történetét lásd az Ötelemű titulatúra szócikkben.
| G5 |

| G5 |

| mn · n · x · U22 | HASH |

| mn · n · x · U22 | HASH |

| mn · n · x · U22 | HASH |

| mn · n · x · U22 | HASH |

| G5 |

| G5 |

| mn · n · x · U22 | HASH |

| mn · n · x · U22 | HASH |

| mn · n · x · U22 | HASH |

| mn · n · x · U22 | HASH |

| G8 |

| G8 |

| anx | nTr | Z3 |

| anx | nTr | Z3 |

| G8 |

| G8 |

| anx | nTr | Z3 |

| anx | nTr | Z3 |

| M23 | L2 |

| M23 | L2 |

| ra | sxm | D43 · N19 |

| ra | sxm | D43 · N19 |

| ra | sxm | D43 · N19 |

| ra | sxm | D43 · N19 |

| ra | sxm | D43 · N19 |

| ra | sxm | D43 · N19 |

| ra | sxm | D43 · N19 |

| ra | sxm | D43 · N19 |

| M23 | L2 |

| M23 | L2 |

| ra | sxm | D43 · N19 |

| ra | sxm | D43 · N19 |

| ra | sxm | D43 · N19 |

| ra | sxm | D43 · N19 |

| ra | sxm | D43 · N19 |

| ra | sxm | D43 · N19 |

| ra | sxm | D43 · N19 |

| ra | sxm | D43 · N19 |

| G39 | N5 | \| \| |
|     |    |       |

|  |

| G39 | N5 | \| \| |
|     |    |       |

|  |

| i | mn · n | m | HAt · t | sbk | Htp · t | p |

| i | mn · n | m | HAt · t | sbk | Htp · t | p |

| i | mn · n | m | HAt · t | sbk | Htp · t | p |

| i | mn · n | m | HAt · t | sbk | Htp · t | p |

| i | mn · n | m | HAt · t | sbk | Htp · t | p |

| i | mn · n | m | HAt · t | sbk | Htp · t | p |

| i | mn · n | m | HAt · t | sbk | Htp · t | p |

| i | mn · n | m | HAt · t | sbk | Htp · t | p |

| G39 | N5 | \| \| |
|     |    |       |

|  |

| G39 | N5 | \| \| |
|     |    |       |

|  |

| i | mn · n | m | HAt · t | sbk | Htp · t | p |

| i | mn · n | m | HAt · t | sbk | Htp · t | p |

| i | mn · n | m | HAt · t | sbk | Htp · t | p |

| i | mn · n | m | HAt · t | sbk | Htp · t | p |

| i | mn · n | m | HAt · t | sbk | Htp · t | p |

| i | mn · n | m | HAt · t | sbk | Htp · t | p |

| i | mn · n | m | HAt · t | sbk | Htp · t | p |

| i | mn · n | m | HAt · t | sbk | Htp · t | p |

## Fordítás
- Ez a szócikk részben vagy egészben  a   Sekhemre Khutawy Sobekhotep című angol Wikipédia-szócikk ezen változatának fordításán alapul.  Az eredeti cikk szerkesztőit annak laptörténete sorolja fel. Ez a jelzés csupán a megfogalmazás eredetét és a szerzői jogokat jelzi, nem szolgál a cikkben szereplő információk forrásmegjelöléseként.